# Pseudophilotes sinaicus
Espèce
Statut de conservation UICN

 CR B1ab(i,ii,iii,iv,v)c(iv)+2ab(i,ii,iii,iv,v)c(iv) : 
En danger critique
Pseudophilotes sinaicus est une espèce d'insectes lépidoptères (papillons) de la famille des Lycaenidae, de la sous-famille des Polyommatinae et du genre Pseudophilotes.

## Systématique
L'espèce Pseudophilotes sinaicus a été décrite en 1975 par l'entomologiste américain Ichiro Nakamura (d).

## Noms vernaculaires
Ce papillon est appelé Sinaï Baton blue en anglais.

## Description
C'est un très petit papillon (l'un des plus petits au monde) au dessus bleu à fine bordure foncée.
Le revers est gris clair suffusé de bleu orné de points noirs cerclés de blanc et à l'aile postérieure d'une ligne submarginale de taches orange.

## Biologie

### Période de vol et hivernation
Les chenilles sont soignées par les fourmis Lepisiota obtusa et Crematogaster aegyptiaca.
Il hiverne au stade nymphal.

### Plantes hôtes
Sa plante hôte est Thymus decussatus.

## Écologie et distribution
Il n'est présent que dans le Sud du désert du Sinaï en Égypte dans le protectorat de Sainte Katherine.

### Biotope
Son habitat est constitué de broussailles sèches en montagne.

### Protection
Pas de statut de protection particulier.

## Publication originale
- (en) Ichiro Nakamura, « Descriptions of two new species of butterflies (Lepidoptera, Lycaenidae) from the South Sinai », Journal of Entomology, vol. B44, no 3,‎ 1975, p. 283–295.